# StreetComplete
StreetComplete ist ein einfach zu bedienender  OpenStreetMap-Editor, der auch ohne Vorerfahrung mit OpenStreetMap genutzt werden kann. In der App werden den Nutzern einfache Fragen wie „Was sind die Öffnungszeiten von diesem Ort?“ oder „Existiert das hier noch?“ zu Orten und Dingen in der Umgebung angezeigt. Das Beantworten der Fragen trägt dazu bei, den OpenStreetMap-Datenbestand vollständig und aktuell zu halten.

## Funktionsweise
StreetComplete markiert in einer Kartenübersicht Orte und Dinge, zu denen Daten in OpenStreetMap fehlen oder möglicherweise nicht mehr aktuell sind. Die Nutzer können diese fehlenden Daten ergänzen, indem sie einfache Fragen (Quests genannt) beantworten. Die Quests sind dabei so konzipiert, dass sie vor Ort schnell und einfach ohne besonderes Fach- oder Vorwissen gelöst werden können. Die Fragen decken dabei ein breites Spektrum an Themenbereichen ab:
- „Welche Hausnummer hat dieses Gebäude?“
- „Gibt es bei dieser Haltestelle einen Unterstand?“
- „Hat dieser Überweg eine taktile Pflasterung für Blinde auf beiden Seiten?“
- „Wie viele Räder können hier abgestellt werden?“
- „Welche Oberfläche hat der Gehweg hier?“
- „Hat dieser Ort vegetarisches Essen auf der Karte?“

Wenn eine Frage nicht beantwortet werden kann, bietet die App die Möglichkeit, andere OpenStreetMap-Mitwirkende um Hilfe zu bitten.
Da StreetComplete seinen Fokus darauf legt, weitere Details zu bereits bestehenden Objekten zu erfassen, können die Nutzer nur eine Teilmenge der OpenStreetMap-Daten bearbeiten. So ist es beispielsweise nicht möglich, die Geometrie von Gebäuden oder Straßen zu verändern. Für solche Änderungen müssen die Nutzer auf andere Editoren wie beispielsweise den iD-Editor ausweichen.

## Gamification
Eine Besonderheit der App im Verglich zu anderen OpenStreetMap-Editoren ist der Einsatz von Gamification, um das Lösen der Quests spielerisch und kompetitiv zu gestalten. Nutzer sammeln dabei mit jeder gelösten Quest Punkte und können so ihren landesweiten und weltweiten Rang verbessern.

## Verbreitung
Im Ranking der OpenStreetMap-Editoren belegt StreetComplete den zweiten Platz nach Anzahl seiner Nutzer und den vierten Platz nach Anzahl der Bearbeitungen. Damit ist die App in beiden Rankings die am höchsten platzierte Smartphone-App.

## Entwicklung
StreetComplete steht unter der GNU General Public License 3.0 und wird als Open-Source-Projekt kontinuierlich weiterentwickelt. Der Quellcode ist auf der Projektwebseite veröffentlicht. Die Android-App wurde 2017 veröffentlicht, eine iOS-Version ist geplant.